# 陳性
陳性（1900年2月17日—1962年12月2日），臺灣新竹市北區湳雅里人，臺灣企業家，曾任新竹客運董事長。

## 生平
弟弟為臺灣飛行先驅陳金水。小時候就與父親陳成一起工作。1913年，新竹公學校（今新竹國小）畢業。之後，繼承父親創立的謙成商行，逐漸擴大營業，名顯於新竹北門大街。1928年，臺灣總督府專賣局計劃麥酒專賣，他聯合新竹同業群起反對。他又將貿易商會改為商工協會，以他、鄭錦釵、蔡暮榮擔任創立委員來負責推動協會。1939年，當選新竹市第二屆民選市會議員。1940年，創設新通自動車商會，經營新庄子至山崎（今新豐）的客運路線。一九四一年，投資台灣軌道株式會社（今新竹客運）。。
1945年日本投降，陳性收購台灣軌道株式會社，欲擔任董事長；卻因利益糾紛，被派來台接管日本財產的新竹市市長拘留在新竹警局，身為臺北松山機場場長的弟弟陳金水得知，就帶三十多名屬下連夜南下新竹包圍警局，以槍指著局長的頭強迫放他兄長。
陳性成功受任為新竹客運董事長，先後任董事長職十六年，與執行董事許振乾共同對外代表公司，在新竹被稱為「大生意人」 、「大算盤人」、「生意虎將」等。除任職新竹客運外，又任台灣糖業公司民股監察人、台灣水泥、新竹玻璃、新竹貨運、台灣木材防腐、新營客運、台西客運董事。也支持地方事務，如民間迎神賽會、賑濟貧困、地方戲劇。
陳性與新光集團吳火獅為好友。
1962年12月2日下午1時40分，因宿疾併發尿毒症，逝於臺大附屬醫院。
去世後，1981年，新竹客運捐贈新台幣一百萬元與中華民國教育部，設立「陳性先生獎學金」。